# アルナウ・ソラ
アルナウ・ソラ・マテウ（Arnau Solà Mateu、2003年4月4日 - ）は、スペイン・カタルーニャ州アンポスタ出身のサッカー選手。FCカルタヘナ所属。元スペイン代表。ポジションはDF。

## クラブ経歴
FCバルセロナのカンテラで育成され、2021-22シーズンにBチームへと昇格し、リーグ戦11試合に出場した。
2022年7月7日、プリメーラ・ディビシオンに昇格したUDアルメリアに5年契約で移籍した。同年8月12日、2022-23シーズンはプリメーラ・ディビシオンRFEFのレアル・ムルシアにレンタル移籍することが発表された。
2023年7月20日、セグンダ・ディビシオンのFCカルタヘナへ1シーズンの間レンタル移籍することが決定した。